# Hugues IV de Berzé

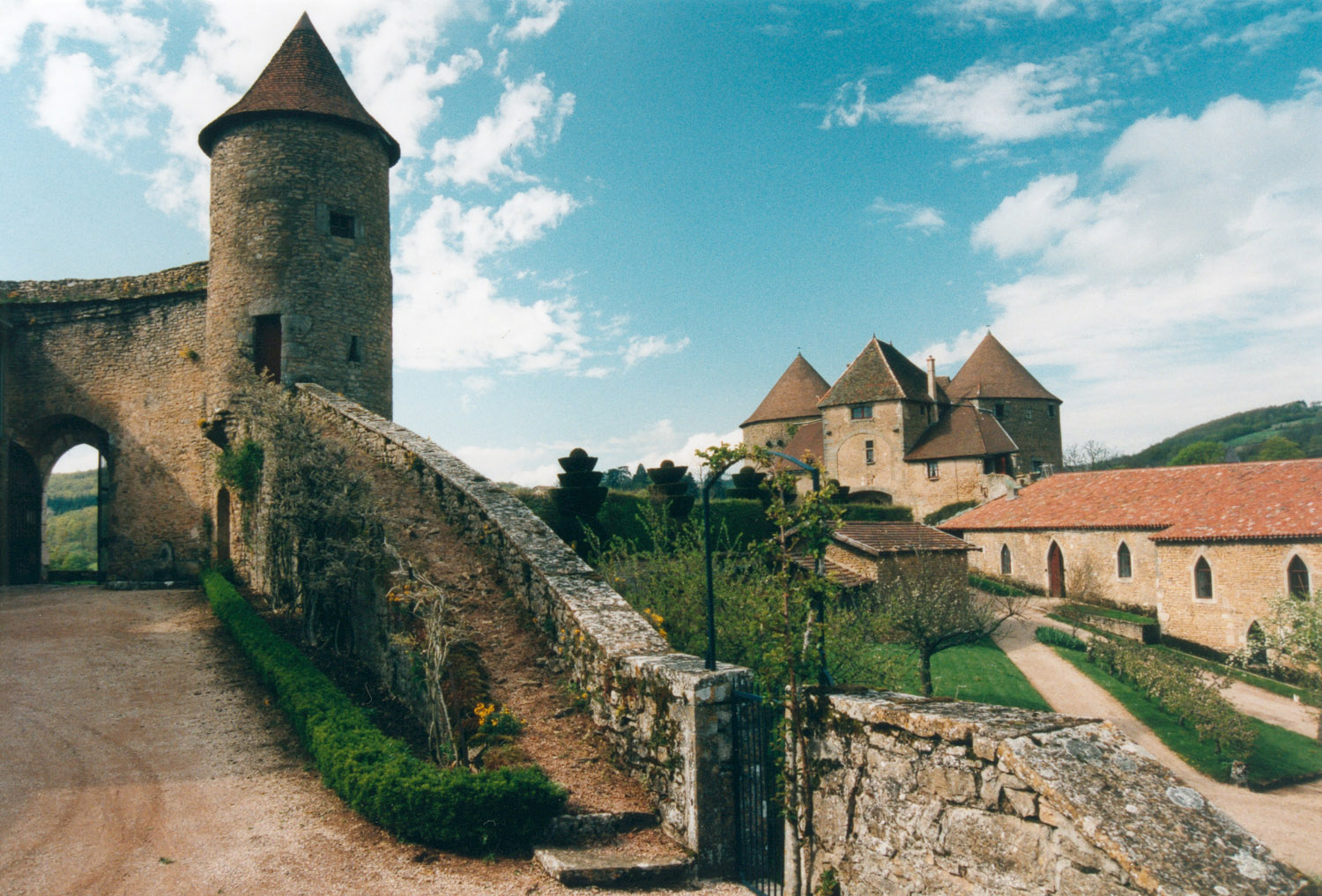
Le château de Berzé-le-Châtel, où Hugues a vécu et régné.

Hugues IV de Berzé (ou Bregi, Brézy, Bersil ; 1150-1155 - 1220) est un chevalier et trouvère du Mâconnais.  Il participe à la quatrième croisade en 1201 et à la cinquième croisade en 1220. Il est seigneur de Berzé-le-Châtel.
Hugues a écrit au moins cinq poèmes lyriques qui sont conservés dans divers chansonniers. Le dernier a été écrit au troubadour Falquet de Romans, lui demandant de participer avec lui à la croisade. Hugues a envoyé son poème avec le jongleur Bernart d'Argentau. Il constitue une importante source d'informations sur les deux poètes. Hugues est appelé N'Ugo de Bersie dans le razo occitan qui accompagne le poème dans le chansonnier.
Son œuvre la plus connue en ancien français est La Bible au seigneur de Barzil, un poème de 1 029 octosyllabes prêchant la réforme de l'Église. Hugues est influencé par son passage à Constantinople, alors que les croisades sont généralement des échecs et que le catharisme est florissant dans le sud de la France. Hugues critique les trois classes sociales (noblesse, clergé et paysannerie). La Bible d'Hugues est dans la même catégorie que la Bible Guiot, un peu antérieure et due à Guiot de Provins.